# Мухаммедов, Ходжамухаммед
Ходжамухаммед Мухаммедов (туркм. Hojamuhammet Muhammedow) — туркменский государственный деятель.

## Биография
Родился в 1966 году в городе Ашхабаде.
В 1993 г. окончил Туркменский институт народного хозяйства, по специальности — экономист.
Трудовую деятельность начал в 1983 году экспедитором объединения «Туркмененгилазыксенагат» Министерства торговли и потребительской кооперации Туркменистана. Далее работал строительным мастером, инженером отдела доставки управления «Туркменхимснабсбыт», заведующим складом управления Государственного комитета по материально-техническому снабжению Туркменистана, заместителем директора и директором фирмы «Харытимпекс» Министерства торговли и внешнеэкономических связей Туркменистана, директором Государственного торгового центра «Гулистан» Министерства торговли и внешнеэкономических связей Туркменистана.
2005 — 16.01.2006 — заместитель председателя Государственной товарно-сырьевой биржи Туркменистана.
16.01.2006 — 13.07.2007 — председатель Государственной товарно-сырьевой биржи Туркменистана.
13.07.2007 — 12.11.2007- председатель Высшей контрольной палаты Туркменистана.
12.11.2007 — 20.09.2013 — Заместитель председателя Кабинета министров Туркмении.
13.03.09 — 10.01.11 — временно исполняющий обязанности управляющего делами Аппарата Президента Туркменистана.
10.01.2011 — 19.09.2013 — управляющий делами Аппарата Президента Туркменистана.
19 сентября 2013 года уволен со всех должностей в связи с недостойным поведением родственников. Министр внутренних дел Исгендер Муликов выступил на заседании Кабинета министров 20 сентября 2013 года с сообщением о том, что двое сыновей и зять Х. Мухаммедова неоднократно устраивали драки и скандалы, в том числе, в увеселительных заведениях Ашхабада, отелях туристической зоны Аваза и в самолёте.